# Rái cá biển
Rái cá biển (danh pháp hai phần: Enhydra lutris) là một loài động vật thuộc họ Chồn, được Linnaeus mô tả năm 1758. Rái cá biển sinh sống chủ yếu dọc bờ biển Thái Bình Dương của Bắc Mỹ. Phạm vi sinh sống của chúng bao gồm phần nước nông ở eo biển Bering và vùng Kamchatka, kéo dài đến vùng biển phía nam Nhật Bản.

## Mô tả
Chúng có cân nặng 14–45 kg, là loài nặng nhất trong họ Chồn dù có mẫu cân nặng 54 kg (119 lb) đã được ghi nhận. Con cái nhỏ hơn, cân nặng 14 đến 33 kg (31 đến 73 lb) và dài 1,0 đến 1,4 m (3 ft 3 in đến 4 ft 7 in) Lông dày quanh năm, và được rụng và thay dần chứ không thay một lần và mùa thay lông.. Xương dương vật, so với kích thước con đực, rất lớn, nặng và cong lên trên, dài 150 mm (5,9 in) và có đường kính 15 mm (0,59 in) tại gốc. Vì có bộ lông khá dày nên chúng trở thành con mồi cho những kẻ săn lông thú. Trước thời điểm năm 1911, Hiệp ước về lông các loài động vật biển đã đưa rái cá biển vào danh sách cần được bảo vệ. Do đó, ngành kinh doanh lông thú đã trở thành ngành kinh doanh phi lợi nhuận và loài rái cá vẫn còn tồn tại cho đến ngày hôm nay.

## Tập tính ăn
Rái cá biển ăn các sò và các loại động vật không xương sống như trai, cầu gai, bào ngư... Chúng có khả năng sử dụng đá để mở vỏ của các loài này. Để ăn cầu gai bao phủ đầy gai bên ngoài, rái cá biển cắn qua phía dưới nơi có gai ngắn nhất và chúng liếm thịt bên trong vỏ con cầu gai. Rái cá biển trưởng thành dài từ 1 đến 1.5m và cân nặng khoảng 35 kg. Mặc dù đã từng đứng bên bờ tuyệt chủng nhưng số lượng loài này đang ngày càng tăng lên, phân bố rộng rãi từ California đến Alaska. Tổng số lượng đã nằm trong khoảng 150.000-300.000 cá thế, và chúng bị săn bắt để lấy lông giữa 1741-1911 và tổng số lượng đã giảm xuống còn 1000-2000 con sinh sống trong các khu vực rời rạc thuộc phạm vi phân bố cũ của nó.

## Lối sống
Không giống như phần lớn những loài động vật biển có vú khác như hải cẩu hay cá voi, rái cá biển không có lớp mỡ giữ ấm ở dưới da. Chúng giữ nhiệt dựa vào lớp không khí giữa lớp lông dày của mình. Rái cá biển dành phần lớn thời gian của mình ở dưới nước, trong khi những loài rái cá khác thông thường lại chỉ ở trên bờ. Có 3 phân loài được công nhận, các phân loài khác nhau về kích thước thân và khác nhau sọ và răng. Hầu hết nhu cầu về nước được đáp ứng qua thực phẩm, mặc dù, trái ngược với hầu hết các loài động vật biển khác, nó cũng uống nước biển. Thận tương đối lớn cho phép nó lấy được nước ngọt từ nước biển và nước tiểu bài tiết nồng độ cao.

## Sinh sản
Sinh sản diễn ra quanh năm, với đỉnh điểm giữa tháng 5 và tháng 6 trong các quần thể phía Bắc và giữa tháng 1 và tháng 3 trong quần thể phía nam. Thời gian mang thai từ 4-12 tháng, do loài này khả năng delayed implantation sau 4 tháng mang thai. Tại California, rái cá biển thường sinh sản quanh năm, thường hai lần nhiều hơn ở Alaska. Chúng sinh trong nước và thường đẻ một con nặng 1,4-2,3 kg. Khả năng sinh đôi xảy ra ở 2% tổng số lần sinh, tuy nhiên thường chỉ một con sống sót. Lúc sinh con non mở mắt, có 10 chiếc răng và con non có lông con non dày. Rái cá mẹ liếm và lông tơ con non trong nhiều giờ, sau khi chải chuốt, lông con non vẫn giữ được không khí rất nhiều, con non nổi như nút bần và không thể lặn. Lông non của con non được thay sau khoảng 13 tuần.